# Jos Hanniken
Jos (Joseph) Octave Ghislain Hanniken (* 28. Mai 1912 in Wierde, heute zu Namur, Belgien; † 9. August 1998 in Oostende) war ein belgischer Komponist und Dirigent.

## Leben
Als 12-Jähriger wirkte er mit seinem Flügelhorn im Blasorchester des kleinen belgischen Ortes Ans mit. 1933 trat er als Musiker der Militärkapelle des 9. Linienregiments in Brüssel bei. Er besuchte zugleich die Musikakademie in Anderlecht und studiert dort Trompete und Harmonielehre. 1940 bis 1945 studierte er am Konservatorium Brüssel bei Marcel Poot und Jean Absil, in den Fächern Kontrapunkt und Fuge schloss er mit Auszeichnung ab. 1949 bestellte man ihn zum Dirigenten der Muziekkapel van de Zeemacht in Oostende. Er setzte sich besonders für die Aufführung der Werke belgischer Komponisten ein. 
Nach seiner Pensionierung widmete er sich der Komposition von Werken für Blasorchester. 

## Werke

### Werke für Orchester
- Capriccio pour Clarinette et Orchestre

### Werke für Blasorchester
- 1954 Suite enfantine, opus 16
  1. La Marche des Petits Marins
  2. Babbilage
  3. Les Pitres
- Boule de Feu, opus 11
- Défilé des Cols Bleus
- De ouwe Kapitän, Symphonische Dichtung opus 20
- Derde aan de Koning, Suite
- Fanfarmonie Nr. 1
- Fanfarmonie Nr. 2
- Les Vétérans du Roi Albert I.
- Scaldiana Nr. 1
- Terug aan Wal, Suite
- Vier Inventions

### Kammermusik
- Capriccio für Klarinette und Klavier, opus 14